# Історична традиція
Історична традиція — міжпоколінна передача уявлень, звичаїв, суспільних практик. У вужчому сенсі — регулярне звернення до певних історичних подій, явищ, часом ритуалізоване та інституціоналізоване. У домодерний період або за традиційного суспільства (у термінології М.Вебера) широкий спектр різноманітних традиційних практик становив основу соціального буття, побудованого на консервативних засадах. У Новий час внаслідок процесів секуляризації та появи сучасних політичних ідеологій ставлення до Т.і. в західній культурі стало двозначним. Напр., Й.-Г.Гердер вважав традицію головною рушійною силою історії, але водночас називав її "духовним опіумом", що заколисує індивідуальну ініціативу і критичне мислення. З одного боку, прогресистське просвітницьке мислення апелювало до заперечення минулого й до іновативності, а з другого — консервативно-романтичні мистецькі та ідеологічні течії (див. Консерватизм, Романтизм) намагалися знайти в минулому підстави для наповнення сучасності повчальними прикладами минулого. Декларативне заперечення існуючих традицій стало невід’ємним елементом революційних ідеологій і практик, а наголошення на їхній вагомості — риторикою їх опонентів.
Ще більше уваги до різноманітної інтерпретації Т.і. звернуто в 1-й половині 19 ст., з виникненням модерних національних проектів (див. Націоналізм), побудованих на стереотипах і схемах національно орієнтованої історіографії. У філософсько-історичних та соціологічних інтерпретаціях цього часу на проблематику Т.і. звертали увагу Г.-В.Геґель, О.Конт, К.Маркс). Якщо в Г.-В.Геґеля традиція займає важливе місце в процесі всесвітньоісторичної об’єктивації духу, то концепція К.Маркса тлумачить її як вираження класових і групових інтересів, як складову ідеології і подає крізь призму тотальної критики релігії і Церкви як знаряддя маніпулювання масовою свідомістю. Негативні тлумачення поняття "традиція" помітні й у Ф.-В.Ніцше, для якого традиція є квінтесенцією обивательської відсталості.
Протягом 19 ст. та надалі актуалізоване відповідно до вимог сучасності бачення минулого стало інструментом масової індоктринації сучасних ідеологій, не лише етноцентричних або національно-громадянських, але й соціально-реформістських та соціально-консервативних. У такий спосіб конкуренція різного бачення Т.і. стала конкуренцією різних міфів історичних — як у розширено-метафоричному (стереотипізоване спрощене бачення минулого), так і в буквальному (свідоме перекручення або фальсифікація), значенні.
У 20 ст. явище Т.і. аналізували такі автори, як К.Мангейм, Х.Арендт, Е.Гобсбаум. Саме погляди останнього здійснили переважний вплив на модерністську історіографію, а особливо її напрями, критичні щодо традиційного позитивізму та "національної історії". Саме Е.Гобсбауму належить популярний термін "винайдення традиції". Під цим маються на увазі культурні практики ритуального або символічного характеру, які ставили за мету легітимізувати інституції, виразити належність до спільноти та прищепити певні цінності й норми поведінки через повторюваність, що автоматично передбачає зв’язок з минулим, та через наголошування на історичній давності, часто фіктивній.